# Vasif Haqverdiyev
Vasif Haqverdiyev (Baku, 15 ottobre 1978) è un ex calciatore azero, di ruolo difensore.

## Carriera

### Club
Ha sempre giocato nella massima serie del campionato azero con diverse squadre.

### Nazionale
Con la Nazionale azera ha giocato 2 partite nel 2005.